# Lustrochernes acuminatus
Espèce
Synonymes
- Chelifer acuminatus Simon, 1878

Lustrochernes acuminatus est une espèce de pseudoscorpions de la famille des Chernetidae.

## Distribution
Cette espèce est endémique des États-Unis. Elle se rencontre en Californie, en Oregon et au Washington.

## Description
L'holotype mesure 4 mm.

## Publication originale
- Simon, 1878 : Descriptions de quelques Cheliferidae de Californie. Annales de la Société Entomologique de France, sér. 5, vol. 8, p. 154-158 (texte intégral).